# Pythia
 Denne artikel bør gennemlæses af en person med fagkendskab for at sikre den faglige korrekthed.

Pythia var kaldenavnet for den kvinde, der udlagde gudernes svar ved oraklerne i det antikke Grækenland. Efter sigende skulle disse kvinder være i konstant trance, det vides ikke helt hvorfor, men enkelte steder kan man se, at der for eksempel i oraklet i Delfi var et naturgasudslip lige under, hvor Pythia blev placeret, hvilket muligvis forklarer den trance, som de gamle orakelpræster tilskrev kontakten mellem Pythia og guden.
Navnet kommer efter Python, som i Delfi var det dyr, der bevogtede oraklet, indtil Apollon slog det ihjel, efter at have fået overdraget oraklet fra Gaia.